# Anderson Alexandre

 Wanderson Gimenes Alexandre  (Silva Jardim, 21 de março de 1973), mais conhecido como  Anderson Alexandre , é um empresário e político brasileiro. Atualmente é deputado estadual eleito pelo Solidariedade.
Nas eleições de 2018, foi candidato a deputado pelo Solidariedade e foi eleito com 25.384 votos. 